# Calle Rocafuerte

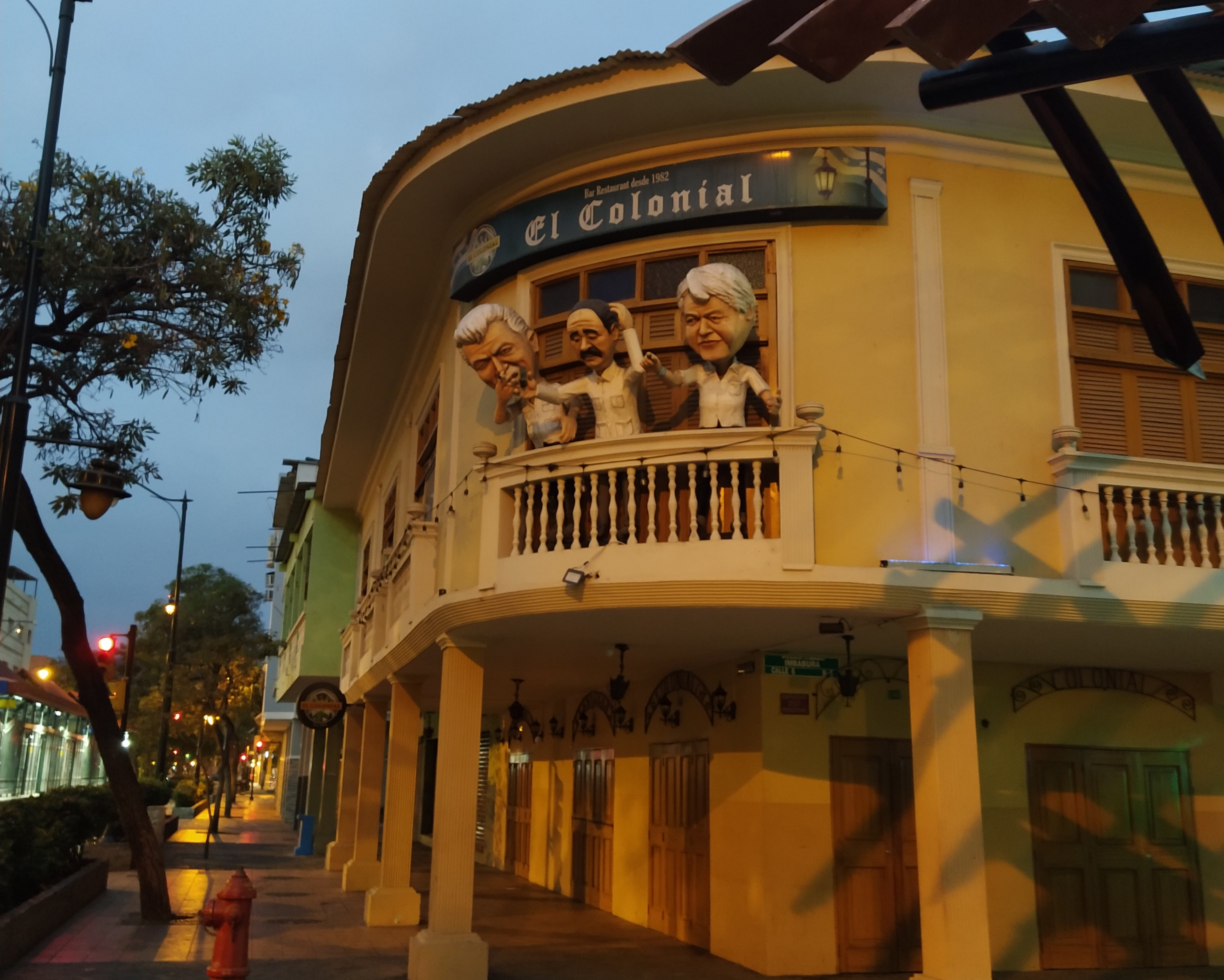
Bar El Colonial en la Calle Vicente Rocafuerte.

La Calle Rocafuerte es una calle de la ciudad de Guayaquil, Ecuador. Se ubica en el centro de la ciudad. Comienza en la avenida 9 de Octubre y termina en la falda del cerro Santa Ana. Actualmente es conocida por ser la zona rosa de la ciudad. Tomó su nombre del expresidente Vicente Rocafuerte.

## Historia
Antiguamente llamada Calle Nueva, fue construida en 1816 debido a que la calle Real (Calle Panamá) era insuficiente para unir a Ciudad Nueva con la Ciudad Vieja. En 1878 la calle fue rellenada para instalar los rieles de transporte de tracción animal, posteriormente el tranvía eléctrico también paso por esta calle. El nombre de calle Rocafuerte fue oficializado el 3 de octubre de 1996. Y en el año 2006 fue regenerado por el municipio de Guayaquil, dándole su aspecto actual.
En el lado occidental de la calle, se ubican hace varios años las quintas "Josefa, la Quinta Pareja y la Quinta Rosales". Hubo varios callejones que desembocaban en esta arteria vial, como "Banife, Cangrejito y Pacheco", siendo el callejón Magallanes el que aún subsiste y donde se ubica el teatro Muégano construido por la Municipalidad.
En la intersección con la calle Tomás Martínez, se encontraba una vieja casona de madera, que era utilizada como imagen promocional de la serie de la década de 1990 Mis Adorables Entenados, haciéndose pasar como residencia de los protagonistas de la serie, aunque las grabaciones jamás se realizaron allí, sino en el estudio de Ecuavisa ubicado en el cerro. La antigua casona no pudo ser restaurada por el Parque Histórico donde yacen otras de carácter patrimonial que fueron desarmadas y llevadas a ese lugar.
Agripac una de las principales empresas productoras y comercializadoras de insumos agrícolas tiene su sede desde la Calle Mendiburu.
A unos metros hacia el sur de la Casona de la Fundación Rocafuerte que está en la Tomás Martínez, se ubicaba el antiguo Cuartel de Bomberos Independencia N.º 15, hoy utilizado como resto-bar.
Hacia el fondo de esta calle, en lo que es hoy la Plaza de Santo Domingo, diagonal a la iglesia y convento del mismo nombre, en el costado sur de la calle Jacinto Moran de Butrón, se encontraba el caserón del cura de Ciudad Vieja Ignacio Olazo y Maruri, pariente del prócer Olmedo.

## Monumentos
Entre los años 1920 y 1930 se instalaron tres monumentos, el monumento de Sebastián de Benalcázar, a la altura de la calle Roca; el monumento de Francisco de Orellana, en la intersección con la calle con la misma denominación; y el monumento en honor al pueblo huancavilca, en la calle Tomás Martínez.